# Выборы президента Эстонии
Президент Эстонской Республики избирается сроком на 5 лет. Никто не может быть избран президентом более чем на два срока подряд.
На пост президента имеют право баллотироваться только граждане Эстонии по рождению, достигшие 40 лет. Кандидат в президенты выдвигается депутатами Рийгикогу (не менее 1/5 от их числа).

## Порядок избрания
Выборы президента Эстонии непрямые: он избирается в Рийгикогу или в специальной коллегии выборщиков, если Рийгикогу не удастся выполнить эту задачу.
В первом туре происходит тайное голосование депутатов Рийгикогу за представленные кандидатуры.
Если в первом туре президента избрать не удастся (избранным считается кандидат, за которого проголосовали не менее 2/3 состава парламента или 68 депутатов), то на следующий день проводится второй тур, при этом кандидаты выдвигаются заново. Если и во втором туре президент не избран, то в тот же день проводится третий тур, в котором участвуют два кандидата, набравшие наибольшее количество голосов во втором туре. Если президент не избран и в третьем туре, председатель Рийгикогу созывает Коллегию выборщиков, состоящую из депутатов Рийгикогу и представителей советов местных самоуправлений. Коллегии выборщиков представляются два кандидата, участвовавших в третьем туре. Кроме того право выдвижения кандидата на пост президента имеют также по крайней мере 21 член коллегии выборщиков. Коллегия выборщиков избирает президента Республики большинством голосов членов коллегии выборщиков, участвовавших в голосовании. Если в первом туре ни один из кандидатов не окажется избранным, то в тот же день между двумя кандидатами, получившими наибольшее количество голосов, проводится второй тур голосования. Если и после второго тура голосования в коллегии выборщиков не удастся избрать президента, право выбора президента снова переходит к Рийгикогу и процедура повторяется заново в вышеописанной последовательности.
Вступление новоизбранного президента в должность происходит путём принесения перед Рийгикогу следующей присяги:
Вступая в должность президента Республики, я <имя и фамилия> торжественно клянусь, что буду неколебимо отстаивать конституцию и законы Эстонской Республики, справедливо и беспристрастно использовать данную мне власть, верно исполнять свои обязанности, прилагая все свои силы и способности во имя блага народа Эстонии и Эстонской Республики.
С момента вступления на должность автоматически прекращаются все полномочия и обязанности президента в любых других избираемых или назначаемых должностях. Президент Республики не имеет права заниматься любой другой оплачиваемой деятельностью. Должностное вознаграждение президента Республики устанавливает Рийгикогу специальным законом. На время пребывания в должности президент обязан приостановить членство в какой-либо партии.

## Выборы 1992 года
Леннарт Мери

## Выборы 1996 года
Леннарт Мери был переизбран на второй срок 20 сентября 1996 года.

## Выборы 2001 года
Арнольд Рюйтель

## Выборы 2006 года
Тоомас Хендрик Ильвес
Кандидатура Т. Ильвеса для участия в президентских выборах была выдвинута 23 марта 2006 года Партией реформ и Социал-демократической партией, членом которой он являлся.
29 августа Ильвес был единственным кандидатом во втором и третьем круге президентских выборов в Рийгикогу (Парламент Эстонии), его поддержали правящая Партия реформ, а также оппозиционные партии: социал-демократы, Союз отечества и Res Publica.
Центристская партия и Народный союз выборы в Рийгикогу бойкотировали (председатели этих партий призвали своих депутатов не участвовать в выборах). За Ильвеса было отдано 64 голоса из имеющихся у поддерживающей его коалиции 65. Однако для победы на выборах Ильвесу требовалось получить две трети от 101 голоса в Рийгикогу. Поэтому его кандидатура была автоматически перенесена в следующий круг выборов, намеченный на 23 сентября.
23 сентября Ильвес получил 174 голоса в первом туре президентских выборов в Коллегии выборщиков и тем самым был избран новым президентом Эстонии.
На следующий день Ильвес вышел из Социал-демократической партии. Его пятилетний срок официально начался 9 октября 2006 года.

## Выборы 2011 года
Тоомас Хендрик Ильвес переизбран президентом Эстонии на второй срок 29 августа 2011 года. Единственным его соперником на выборах был депутат Европарламента И. Таранд.

## Выборы 2016 года
Выборы президента начались в конце августа 2016 года. Для победы кандидату было необходимо получить большинство голосов выборщиков (50 % плюс один голос поддержки как минимум) или 68 голосов. Три тура выборов в Рийгикогу (парламенте) 29 и 30 августа и два тура голосования в Коллегии выборщиков (во второй тур 24 сентября — пробились Аллар Йыкс и Сийм Каллас) результата не принесли — ни один из кандидатов не смог набрать необходимое для победы количество голосов.
За это время с дистанции сошли кандидаты в президенты: Эйки Нестор, Март Хельме, Марина Кальюранд, Майлис Репс, Аллар Йыкс и Сийм Каллас.
Премьер-министр Эстонии, председатель правящей Реформистской партии Таави Рыйвас заявил, что разочарован тем, что 60 выборщиков отказались голосовать на выборах главы государства. Также, по этому поводу посол США в Эстонии Джеймс Мелвилл заявил изданию Postimees, что он очень разочарован результатами прошедшего тура выборов.
Право выбора снова перешло к Рийгикогу, не справившемуся с данной задачей месяц назад. В течение 14 дней должно было быть созвано внеочередное заседание и процедура выборов начата заново. Оба кандидата заявили, что не планируют снова баллотироваться на пост президента.
27 сентября Совет старейшин парламента Эстонии выдвинул, для участия в третьем туре, представителя страны в Европейской счетной комиссии Керсти Кальюлайд единственным кандидатом на пост главы государства.
Для избрания ей необходимо будет набрать в ходе трех туров голосования[прояснить] не менее 2/3 голосов состава парламента или не менее 68 из 101.
3 октября парламент Эстонии большинством голосов избрал в президенты страны Керсти Кальюлайд, первую в истории Эстонии женщину-президента.
К. Кальюлайд вступила в должность в понедельник, 10 октября 2016.
Новый президент Эстонии отказалась переезжать в президентский дворец.

## Выборы 2021 года
Ввыборы президента Эстонии в 2021 году прошли в Рийгикогу в два тура 30-31 августа 2021 года. Победил 63-летний Алар Карис (кандидат от Центристской партии и Партии реформ, сам беспартийный).
Президент вступил в должность 11 октября 2021 г.